# Фотонная эпоха
В физической космологии фото́нная эпо́ха, или эпо́ха фото́нов — это период в эволюции ранней Вселенной, в течение которого фотоны доминировали в энергии Вселенной. Фотонная эпоха началась после того, как большинство лептонов и антилептонов взаимно аннигилировались в конце лептонной эпохи, примерно через 10 секунд после Большого взрыва. В процессе нуклеосиснтеза образовались атомные ядра — это произошло в течение первых нескольких минут фотонной эпохи. После первичного нуклеосинтеза Вселенная стала содержать горячую плотную плазму из атомных ядер, а также электронов и фотонов — наступила протонная эпоха.